# Caproni Bergamaschi Ca.135
Caproni Bergamaschi Ca 135 var ett italienskt medeltungt bombflygplan från andra världskriget.
Prototypen som flög första gången 1935 var utrustad med två 597 kWs Isotta Fraschini Asso XI RC-motorer. 1938 deltog Ca 135 i en tävling anordnad av japanska flygvapnet. Det levde dock inte upp till förväntningarna och japanerna valde Fiat BR.20 istället. Ett antal flygplan exporterades dock till Peru och Ungern.

## Varianter
- Ca 135 tipo Spagna: Den här varianten var avsedd att användas för stridsutvärdering under spanska inbördeskriget, men den levererades inte i tid. Varianten var bland annat utrustad med 623 kWs Asso XI RC.40-motorer och ett Breda-torn i nosen.
- Ca 135 tipo Peru: Beteckning för de plan som exporterades till Peru. Varianten var utrustad med 671 kWs Asso XI RC.40-motorer
- Ca 135 P.XI: Vidareutveckling av Tipo Spagna, där motorerna bytts ut mot Piaggio P.XI RC.40-motorer.
- Ca 135bis: Utrustad med kraftfullare Alfa Romeo-motorer på 1044 kW. Varianten hade en topphastighet på 480 km/tim.
- Ca 135 Raid: Endast ett exemplar byggdes av denna variant. Den byggdes åt den brasilianske piloten de Barros, som skulle flyga det från Italien till Brasilien. För detta ändamål försågs planet med 736 kWs Isotta Fraschini Asso-motorer och utökad bränslekapacitet. de Barros försvann någonstans över Nordafrika.